# Pycnocentrodes
Pycnocentrodes är ett släkte av nattsländor. Pycnocentrodes ingår i familjen Conoesucidae.
Kladogram enligt Catalogue of Life:
| Pycnocentrodes | \| \| Pycnocentrodes aeris \| \| \| \| \| \| Pycnocentrodes aureolus \| \| \| \| \| \| Pycnocentrodes modestus \| \| \| \| |
|                | \| \| Pycnocentrodes aeris \| \| \| \| \| \| Pycnocentrodes aureolus \| \| \| \| \| \| Pycnocentrodes modestus \| \| \| \| |
|                | Beraeoptera |
|                | |
|                | Coenoria |
|                | |
|                | Confluens |
|                | |
|                | Conoesucus |
|                | |
|                | Costora |
|                | |
|                | Hampa |
|                | |
|                | Lingora |
|                | |
|                | Matasia |
|                | |
|                | Olinga |
|                | |
|                | Periwinkla |
|                | |
|                | Pycnocentria |
|                | |
|                | Pycnocentrodes aeris |
|                | |
|                | Pycnocentrodes aureolus |
|                | |
|                | Pycnocentrodes modestus |
|                | |

|  | Pycnocentrodes aeris    |
|  |                         |
|  | Pycnocentrodes aureolus |
|  |                         |
|  | Pycnocentrodes modestus |
|  |                         |